# 曹辅 (宋朝)
曹辅(1068年—1127年)，字载德。福建南剑州沙县人，宋朝进士。
曹辅曾任秘书省正字。因上书失言获罪，编管郴州。靖康元年(1126年)，任监察御史。后任知枢密院事。